# Mistrzostwa Ameryki Południowej w Piłce Siatkowej Kobiet 1975
XI Mistrzostwa Ameryki Południowej w piłce siatkowej kobiet odbyły się w 1975 roku w Asunción w Paragwaju. W mistrzostwach wystartowało 6 reprezentacji. Mistrzem została po raz piąty reprezentacja Peru.

## Klasyfikacja końcowa
| Miejsce | Reprezentacja |
| ------- | ------------- |
|         | Peru          |
|         | Brazylia      |
|         | Argentyna     |
| 4.      | Urugwaj       |
| 5.      | Paragwaj      |
| 6.      | Boliwia       |